# Wolfgang Bauer (Journalist)

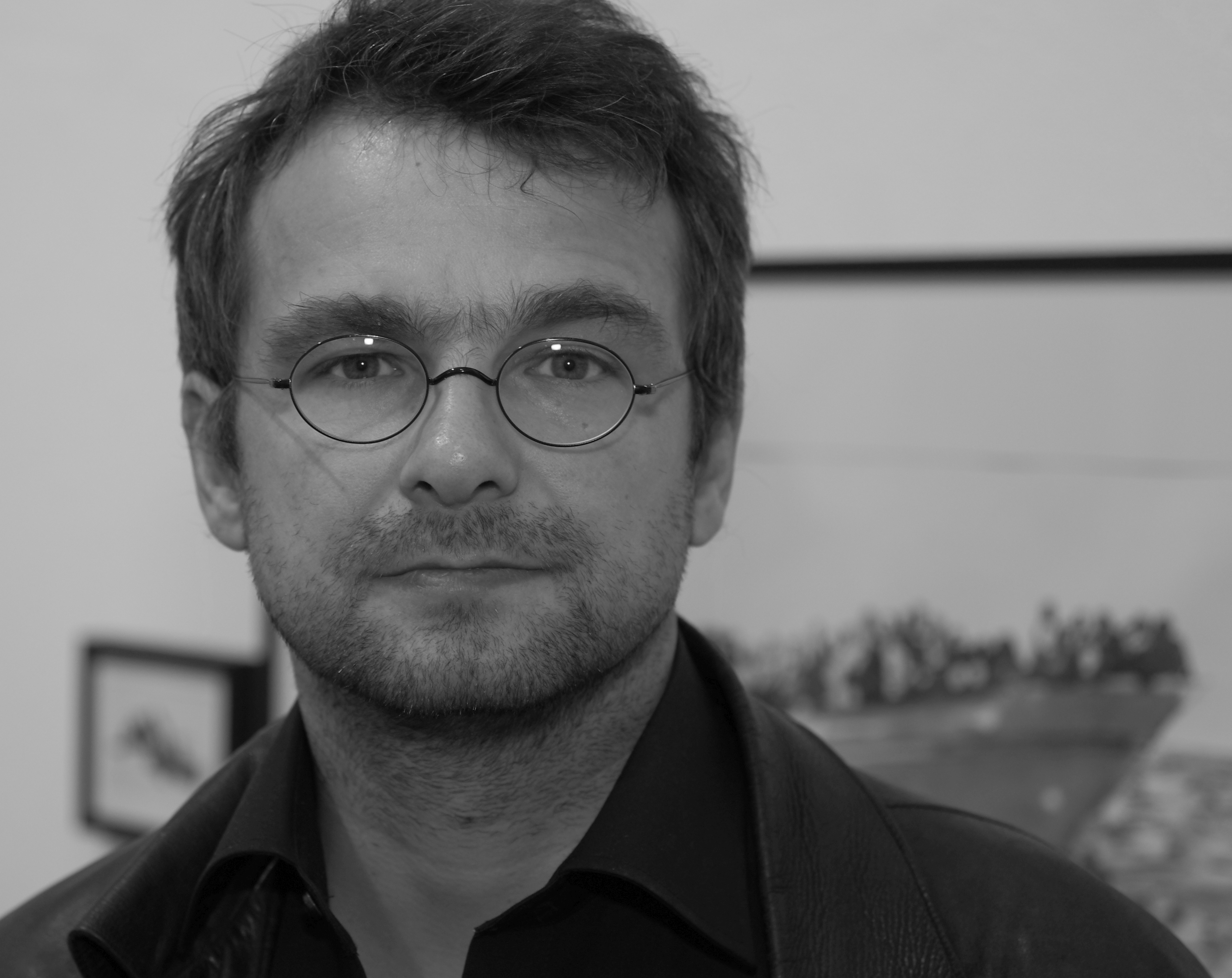
Wolfgang Bauer (2015)

Wolfgang Bauer (* 1970 in Hamburg) ist ein deutscher Journalist und Kriegsberichterstatter.

## Leben
Bauer ist der Sohn eines Berufsoffiziers und musste durch die Dienstverpflichtungen seines Vaters häufig umziehen. Geboren wurde er in Hamburg-Harburg. In Bad Segeberg (Schleswig-Holstein) und Schwanewede (Bremen) ging er in Kindergärten, eingeschult wurde er in Pocking, Niederbayern. Den Besuch der Grundschule setzte er in benachbarten Kirchham fort, später in Wildeshausen (Niedersachsen), wo er die Realschule besuchte, die in er Pfullingen (Baden-Württemberg) mit der Mittleren Reife abschloss.
Seine Eltern stammten aus Familien mit völlig unterschiedlichem Hintergrund: Die väterliche Linie stammte aus Schwaben und dem Hohenlohischen, war von Akademikern geprägt. Bauers Urgroßvater leitete als Rektor die Volksschule in Metzingen, sein Großvater studierte Medizin, begründete in der elterlichen Garage die Metzinger Hitlerjugend mit und verbrachte den Zweiten Weltkrieg als Frontarzt unter anderem in Stalingrad. Die mütterliche Linie stammt aus Hamburg und Schlesien und war vor allem durch Arbeiter und sehr einfache Einkommensverhältnisse geprägt. Wegen seiner jüdischen Herkunft deportierten die Nazis Bauers Großvater in das KZ Neuengamme, Außenstelle Ohlsdorf, aus der er im April 1945 befreit wurde.
Nach der Mittleren Reife begann Bauer eine Ausbildung zum Hotelkaufmann in Königssee, Bayern, die er nach kurzer Zeit abbrach. Im April 1988 verpflichtete er sich für vier Jahre als Soldat auf Zeit bei der Bundeswehr. Er stellte nachträglich einen Antrag auf Wehrdienstverweigerung und verließ nach 16 Monaten die Bundeswehr.
Auf dem Zweiten Bildungsweg absolvierte er das Abendgymnasium Reutlingen. Er arbeitete währenddessen in verschiedenen Berufen, als Müllsortierer, Hausmeister, Möbelpacker, Nachtschichtler in einer Plastikfabrik und Fremdenführer auf Schloss Lichtenstein. Von 1993 an: Studium der Islamwissenschaft, Geografie und Geschichte an der Eberhard Karls Universität Tübingen.
1994 begann er seine Karriere als freier Mitarbeiter beim Schwäbischen Tagblatt, daneben begann er für den Stern, 'Brigitte und 'mare tätig zu sein. Von 2001 bis 2010 schrieb er Reportagen für das Magazin Focus, daneben auch für National Geographic, GEO, NEON, Nido und Greenpeace Magazin.
Unter den Eindrücken einer Recherche im Jahr 2002 über psychisch Kranke in der Elfenbeinküste, die von Wunderheilern und ihren Angehörigen angekettet werden, gründete er den Freundeskreis St. Camille, der sich später als Verein in „Menschen ohne Ketten“ umbenannte. Im Laufe der Jahre entwickelte sich der Verein zur größten deutschen Hilfsorganisation für psychisch Kranke in Westafrika. Im Jahr 2021 trat Bauer als Vorsitzender zurück.
Seit 2011 ist er für die Wochenzeitung Zeit unterwegs, seit 2016 als Reporter der Chefredaktion. Er berichtet vor allem aus den Krisenregionen der Welt, mit Schwerpunkten Naher Osten, Ukraine, Afghanistan und die Sahelzone. 2014 wurde er bei dem Versuch, undercover mit syrischen Flüchtlingen das Mittelmeer im Boot zu überqueren, entführt. Im Zuge derselben Recherche wurde er von ägyptischen und österreichischen Behörden verhaftet. Daraus entstand das Buch „Über das Meer“ im Suhrkamp-Verlag, das in 14 verschiedene Sprachen übersetzt wurde.
2016 erschien nach Recherchen in Nigeria sein Buch „Die geraubten Mädchen“, dass von der Friedensnobelpreisträgerin Malala Yousafzai als eines der wichtigsten fünf Bücher, die ihr Leben geprägt haben, bezeichnet wurde.
2021 half er nach dem Kollaps des afghanischen Regimes bei der Evakuierung der Familien der Zeit-Mitarbeiter, insgesamt 55 Menschen, aus Afghanistan.
Bauer lebt in Reutlingen.

## Auszeichnungen
- 2006: Journalistenpreis „Pro Ehrenamt“ des Rhein-Kreises Neuss
- 2007: Medienpreis der Deutschen Lungenstiftung
- 2008: Internationaler Reisejournalistenpreis „Bergwelten“
- 2008: Hansel-Mieth-Preis
- 2009: Deutscher Journalistenpreis
- 2010: Emma-Journalistinnen-Preis (Männerpreis)
- 2011: Columbus Autorenpreis
- 2012: Katholischer Medienpreis
- 2012: Kindernothilfepreis
- 2013: Prix Bayeux Calvados-Normandie des Correspondants de Guerre für Kriegsberichterstattung
- 2013: Medienpreis der Kindernothilfe
- 2015 Prix Ouest-France Jean Marin
- 2016: Nannen Preis für die Beste Dokumentation für „Das Leben nach der Hölle“, Reportage über Mädchen und Frauen in Nigeria, die von der Terrormiliz Boko Haram entführt wurden
- 2016: Liberty Award
- 2016: Herbert-Quandt Medienpreis
- 2018: Prix Bayeux Calvados-Normandie des Correspondants de Guerre, 2. Preis für die Reportage „The Poison of War“ über den Kampf der Nuba in den Bergen des Sudans für ihre Freiheit, gegen die Soldaten des Regimes und gegen den Hunger (Fotos: Armin Smailovic)
- 2018: Kindernothilfepreis (nicht angenommen)
- 2020: Hansel-Mieth Preis für „Die Felder des Zorns“[1]
- 2021: Prix Bayeux für die Reportage „Unter Taliban“, die den Vormarsch der Miliz analysiert.[2]
- 2022: Medienpreis Luft- und Raumfahrt[3]
- 2022: Deutscher Journalistenpreis[4]
- 2023: Peter Scholl-Latour Preis, verliehen für die Berichterstattung über das Leid von Menschen in Krisen- und Konfliktgebieten, für die Reportage „Kiew im Krieg“ über die ersten Tage des russischen Angriffs auf die Hauptstadt der Ukraine[5]
- 2023: Deutscher Journalistenpreis[6]
- 2024: Deutscher Journalistenpreis[7]
- 2024: Medienpreis der Deutschen Luft- und Raumfahrtindustrie[8]
- 2024: Caritas Journalistenpreis[9]
- 2025: Medienpreis des Nationalkomitees für Denkmalschutz[10]

## Schriften (Auswahl)
- Bruchzone. Krisenreportagen. edition suhrkamp, Berlin 2018, ISBN 978-3-518-07392-6
- Die geraubten Mädchen: Boko Haram und der Terror im Herzen Afrikas. Suhrkamp, Berlin 2016, ISBN 978-3-518-42538-1.
- Über das Meer. Mit Syrern auf der Flucht nach Europa. Suhrkamp Verlag, Berlin 2014, ISBN 978-3-518-06724-6.
- (Hrsg.) Best of BergWelten. Ein Reiselesebuch. Tyrolia Verlag, Innsbruck u. a. 2007, ISBN 978-3-7022-2874-3.
- Am Ende der Straße. Afghanistan zwischen Hoffnung und Scheitern. Eine Reportage. Suhrkamp Verlag, Berlin 2022, ISBN 978-3-518-43076-7.